# Franz von Sonnenfeld

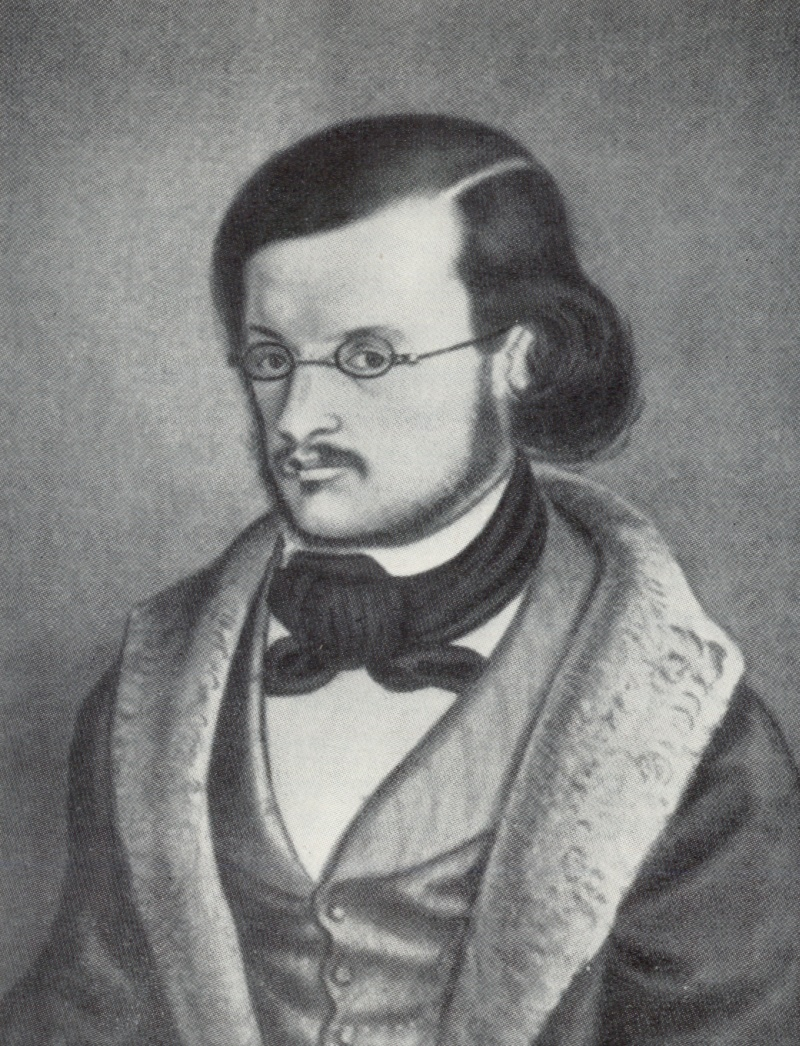
Franz von Sonnenfeld 1846

Franz von Sonnenfeld (* 30. Januar 1821 in Witterswil; † 5. März 1888 in Stuttgart; eigentlich Johann Gihr) war ein Schweizer Schriftsteller.

## Leben
Johann Gihr wurde 1821 als Sohn des gleichnamigen Bauern Johann Gihr (1773–1832) und der Anna Maria, geborene Gerber, in Witterswil geboren. Die Mutter verheiratete sich nach dem Tode des Vaters neu. Gihr erhielt Privatunterricht von Pfarrer Johann von Arx (1795–1881), der aufklärerische Ansichten vertrat und diese auch seinem Schüler vermittelte. Danach besuchte Gihr die Kantonsschule Solothurn, dem folgte ein Studium der Philosophie an Hochschulen in Deutschland, welches Gihr mit einem Doktortitel an der Universität Jena abschloss.
Er kehrte in die Schweiz zurück und liess sich in Dornach (Ortsteil Dornachbrugg) nieder. Die Bewerbung um eine Lehrstelle für Philosophie an der Solothurner Kantonsschule war erfolglos. 1849 erhielt Gihr die Lehrberechtigung für Philosophie an der Universität Basel, sie wurde ihm jedoch bereits im November 1850 wieder entzogen. Gründe dafür sollen gewesen sein, dass Gihr, der politisch stark engagiert war, mit dem Beginn seiner Vorlesungstätigkeit zu lange zuwartete, und dass seine politische Tätigkeit an der Universität Missfallen erregte.
Neben politischen Streitschriften verfasste Gihr mehrere literarische Werke unter dem Namen Franz von Sonnenfeld. Diese Werke sind es, die Gihr auch im 20. Jahrhundert noch eine gewisse Bekanntheit sicherten. Er schildert in ihnen das Volksleben, weltliches und kirchliches Brauchtum seiner engeren Heimat, des Schwarzbubenlands. Ernst Baumann schreibt in seinem Aufsatz zu Gihrs Leben, es sei «geradezu tragisch zu sehen, mit welcher Leidenschaft Gihr gewisse Institutionen und Bräuche der Kirche als veraltet und abergläubisch bekämpft und mit welcher Wärme und Ausführlichkeit und Anschaulichkeit er gerade dieses Brauchtum schildert.»
Johann Gihr vertrat politisch die Linie des aufklärerischen liberalen Radikalismus in Opposition zu konservativen und kirchlichen Kreisen. Diese Einstellung verfocht er unter anderem als Chefredaktor zweier kurzlebiger Wochenblätter (Vaterländische Zeitung und Basellandschaftliches Wochenblatt; 1850 auch einige Monate Redaktor des Basellandschaftlichen Volksblatts). Durch den Konkurs eines Freundes, für den er gebürgt hatte, verlor Gihr den größten Teil seines Vermögens. 1855 starb zudem seine Mutter, die ihn unterstützt hatte. Gihr versuchte danach, ein Auskommen als freier Schriftsteller in Stuttgart zu finden. Er redigierte dort das Süddeutsche Sonntagsblatt für Gebildete aller Konfessionen und die Deutschen Blätter für Kunst, Literatur und Wissenschaft. 1888 starb er in Stuttgart völlig verarmt.

## Werke
- Jesus Christus. Nach der Darstellung von Dr. Ludwig Noak, im Sinne der neuern Philosophie. Schabelitz, Basel 1849.
- Volksgeschichten aus dem Schwarzbuben-Land. Schweighauser’sche Verlags-Buchhandlung, Basel 1858.
- Aus den Schweizerbergen. Neue Geschichten. Flemming, Glogau 1861.
- Uhland’s Leben. Ein Gedenkbuch für das deutsche Volk. Kröner, Stuttgart 1864.
- Zwischen braunen und schwarzen Kutten. Roman aus der Zeitgeschichte. Schober, Stuttgart 1863.
  - Nachdruck: AEV, Liestal 2001.
- Sonntagsstunden. Erbauendes und Belehrendes aus dem Süddeutschen Sonntagsblatt. Für die Gebildeten aller Confessionen. Süddeutsches Sonntagsblatt, Stuttgart 1873.
- Die römisch-katholische Kirche seit der Restauration und ihre Befeindung des modernen Staates und der Bildung. Ein kurzer Hinweis auf unbestreitbare Thatsachen. Verlags-Magazin, Zürich 1876.

Auswahlband:
- Bilder aus dem Volksleben. Verlag «Für die Heimat», Laufen 1944.